# 费勒里
费勒里（法語：Felleries，法語發音：[fɛlʁi]）是法国上法兰西大区北部省的一个市镇，位于该省东部，属于埃尔普河畔阿韦讷区。

## 地理
费勒里（50°8'35"N, 4°1'30"E）面积19.49 平方千米，位于法国上法蘭西大區北部省，该省份为法国最北部的省份及最长的省份，西北濒北海，西接加来海峡省，南至埃纳省和索姆省，东与比利时接壤。
与费勒里接壤的市镇（或旧市镇、城区）包括：萨尔波特里、拉穆西、塞姆里、索尔堡、维利、伯尼、克莱尔费、弗洛蒙-沃德勒希、列西。

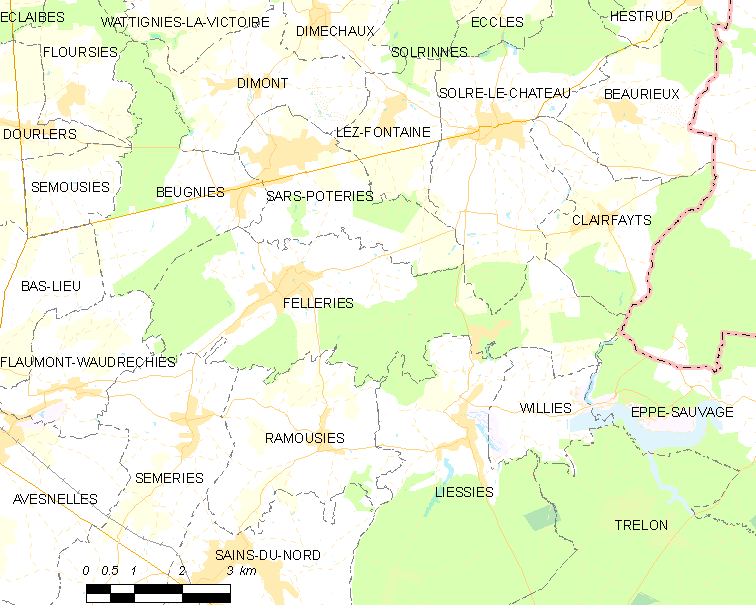
费勒里的OSM定位图

费勒里的时区为UTC+01:00、UTC+02:00（夏令时）。

## 行政
费勒里的邮政编码为59740，INSEE市镇编码为59226。

## 政治
费勒里所属的省级选区为富尔米县。

## 人口

1962-2008年间费勒里人口变化图示

费勒里于2022年1月1日时的人口数量为1459人。